# AGOVV Apeldoorn
Az AGOVV Apeldoorn egy holland labdarúgóklub, amely az Eerste Divisie-ben játszik, székhelye Apeldoornban van.
A klubot 1913. február 25-én alapították AGOSV-ként, amely az  Apeldoornse Geheel Onthoudersvoetbalvereniging Steeds Voorwaarts-ből (Apeldoorni Alkoholtól Önmegtartóztató Futball Klub Mindig Haladó Szellemben) állt össze. Amikor a klub csatlakozott a Gelderland-i labdarúgó szövetséghez, a csapat meg akarta változtatni a nevét, mert volt egy másik klub, melyet Steeds Voorwaarts-nak hívtak. A név AGOVV-ra változott, Apeldoornse GeheelOnthouders Voetbalvereniging. A rövidítés jelentése azóta módosult. Az AGOVV Alleen Gezamenlijk Oefenen Voert Verder-ré változott. Az AGOVV hivatásos (liga) klubbá változott 1954-ben, és visszatért amatőr szintre 1971-ben pénzügyi problémák miatt. 2003. július 1-jén az AGOVV visszatért a holland bajnokságba, amikor visszaengedték az Eerste Divisie-be.

## Jelenlegi keret
| #  |           | Poszt | Név                                          |
| -- | --------- | ----- | -------------------------------------------- |
| 1  | hollandia | K     | Ale Geert de Vries (kölcsönben a Cambuurtól) |
| 2  | hollandia | V     | Jahri Valentijn (kölcsönben az Utrechttől)   |
| 3  | belgium   | V     | Chiró N'Toko                                 |
| 4  | szlovákia | V     | Martin Suchý                                 |
| 5  | hollandia | V     | Nick Mulder                                  |
| 6  | hollandia | V     | Koert Thalen                                 |
| 7  | hollandia | KP    | Julius Wille                                 |
| 8  | belgium   | KP    | Christian Kabeya                             |
| 10 | belgium   | KP    | Nacer Chadli                                 |
| 11 | hollandia | CS    | Gijs Cales                                   |
| 12 | hollandia | K     | Daan Huiskamp                                |
| 13 | belgium   | KP    | Dries Mertens (csapatkapitány)               |
| 14 | hollandia | KP    | Arno Splinter                                |
| 15 | hollandia | V     | Timothy Cathalina                            |
| 16 | hollandia | KP    | Ramon Leeuwin                                |
| 17 | hollandia | KP    | Joey Snijders                                |

| #  |           | Poszt | Név                   |
| -- | --------- | ----- | --------------------- |
| 18 | hollandia | V     | Stanley Tailor        |
| 19 | hollandia | CS    | Jeremy Bokila         |
| 20 | macedónia | CS    | Denis Mahmudov        |
| 21 | hollandia | KP    | Gaetan Klaassen       |
| 22 | hollandia | V     | Jaimie Bruinier       |
| 23 | hollandia | CS    | Johan Pater           |
| 24 | belgium   | V     | Jeroen Van den Broeck |
| 25 | hollandia | CS    | Arjan van Norel       |
| 27 | hollandia | CS    | Nabil Amarzagouio     |
| 28 | hollandia | V     | Koen Garritsen        |
| 29 | hollandia | V     | Ché Jenner            |
| 30 | hollandia | K     | Peter Veeneman        |
| 31 | hollandia | CS    | David Coonen          |
| 32 | hollandia | V     | Henk Baum             |
| 32 | hollandia | V     | Laurent Kneefel       |
| 35 | hollandia | KP    | Dennis Rou            |
| 36 | hollandia | V     | Clayton Karsari       |
| 39 | hollandia | CS    | Hans van de Haar      |

## Vezetőedzők
- Jurrie Koolhof (2003–2005)
- Stanley Menzo (2005–2006)
- Rini Coolen (2006–)

## Lásd még
- Eerste Divisie